# Cementerio nacional 18 de mayo
El cementerio nacional 18 de mayo es un cementerio ubicado en Gwangju, Corea del Sur. En el están enterradas las víctimas de la masacre de Gwangju, ocurrida el 18 de mayo de 1980 contra los habitantes de esa ciudad que protestaban contra el golpe de Estado que había ocurrido el día anterior.

## Historia
La sublevación de Gwangju, fue un movimiento democrático en Corea del Sur dirigido contra el gobierno de Chun Doo-hwan que reprimió violentamente a los ciudadanos de Gwangju. Bajo el gobierno de Kim Young Sam  hubo un movimiento para hacer el 18 de mayo el Cementerio Nacional de un santuario democrático.
El anterior "Cementerio 18 de Mayo" o el "Cementerio Mangweol-dong" (구묘역), era el antiguo lugar de enterramiento de los participantes de la Sublevación de Gwangju. Algunas personas que estaban estuvieron enterradas allí durante 17 años, fueron directamente al camión de basura. Debido a la reputación del cementerio, los militares tenían planes para destruir el cementerio. Aunque esos planes nunca se llevaron a cabo.

A raíz de la democratización de Corea, un plan para crear un cementerio nacional se anunció en 1993 , dando lugar al nuevo cementerio. La construcción comenzó en noviembre de 1994 y el cementerio fue inaugurado en mayo de 1997. Organismos del cementerio Mangweol -dong fueron exhumados y re- enterrados en la nueva ubicación , mientras que el antiguo cementerio fue restaurado a su estado anterior. El nuevo cementerio fue ascendido a la categoría de un Cementerio Nacional por decreto presidencial el 27 de julio de 2002, y pasó a llamarse el Cementerio Nacional de 18 de mayo el 30 de enero de 2006. Se celebró una conmemoración anual cada mes de mayo , en que la gente da su respeto a los que murieron, en los viejos y nuevos cementerios. 

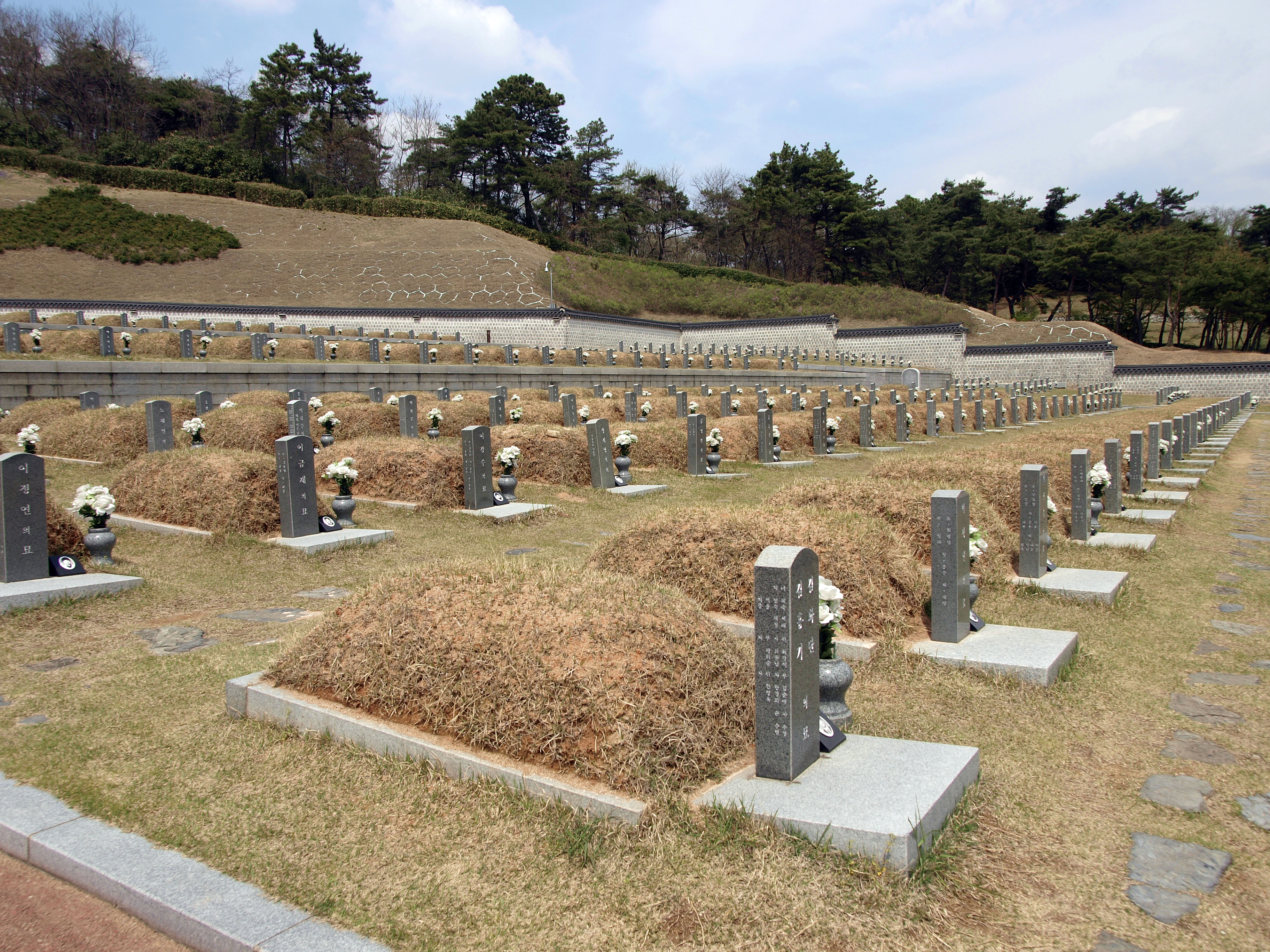
Tumbas del Cementerio Nacional de Masacre de Gwangju

Los dos cementerios llegaron a representar dos aspectos diferentes de la insurrección : el nuevo , diseñado para representar una conmemoración de los sacrificios del pasado y el viejo marcado por el simbolismo de una lucha continua . Es interesante tener en cuenta  la sugerencia de manifiesto en el proceso de nombramiento. Relacionar "nuevo" con "oficial" y "viejo" con "no oficial" sirven para influir en la concepción popular de la importancia de los diferentes actores involucrados en el levantamiento, su lugar en la historia, sus ideas y sus leyes.

## Entierros
•Capacidad de tumbas: 784
•Número de entierros: 482
Entierros notables
Antiguo Cementerio (구 묘역) 
Lee Chul Kyu; Nacido en el condado de Jangseong, educado en la Universidad de Chosun. Murió durante la sublevación de Gwangju, aunque no se conocen las circunstancias exactas de su muerte.

Kwan hyun Park; Líder estudiantil y activista de la Universidad Chunnam

## Monumentos
Monumento Memorial 18 de Mayo

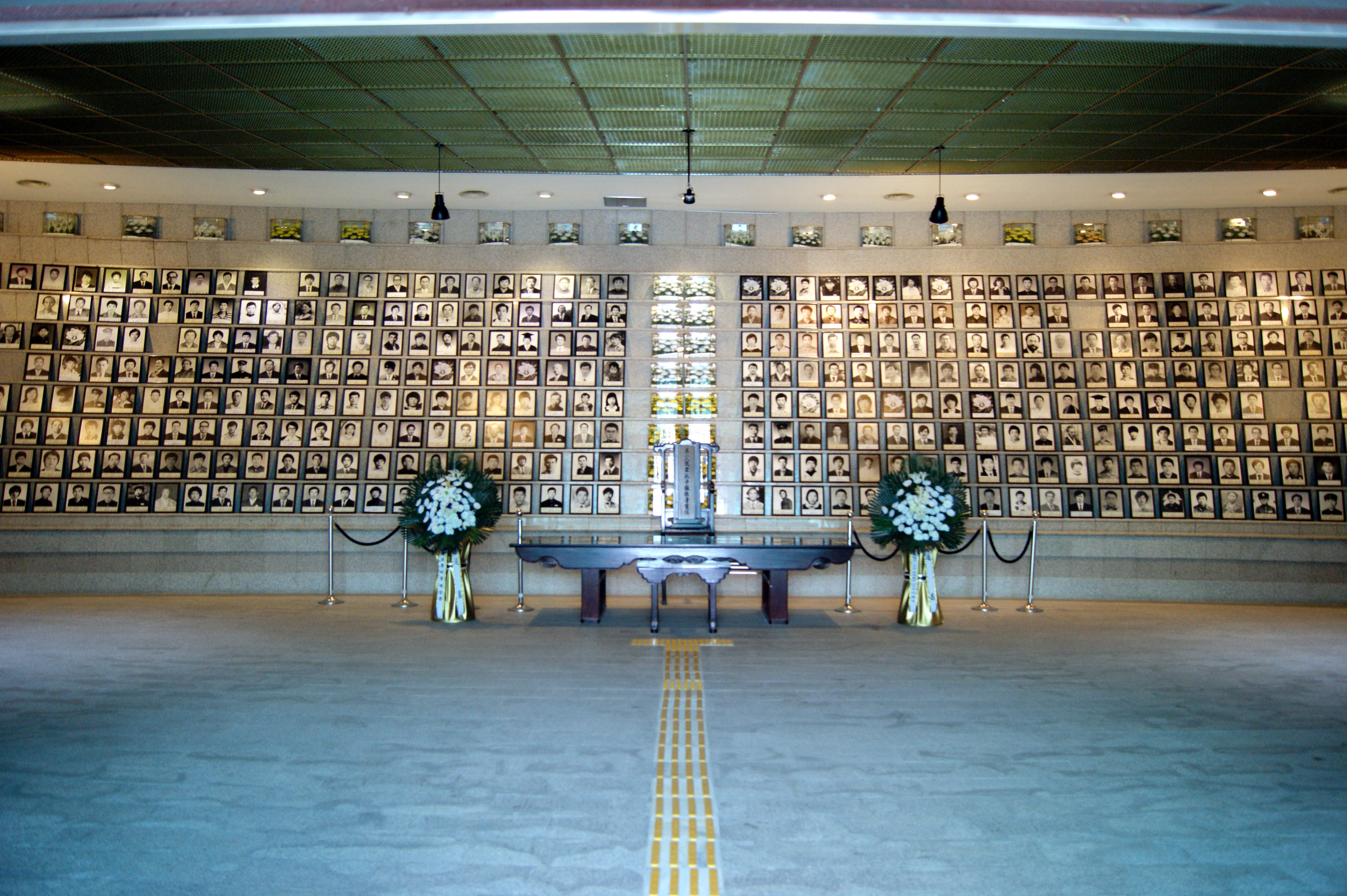
Pasillo Memorial

El Monumento Memorial consiste de 2 pilares paralelos de 40 metros de alto, basado en una tradicional bandera de Corea. El monumento representa los conceptos de la nueva vida, supervivencia y las semillas de la esperanza. Cerca del punto central de los pilares hay una escultura de forma ovular, lo que representa "la resurrección". A la derecha e izquierda del monumento hay dos esculturas de bronce llamadas "Base de Resistencia de mayo".

## Pasillo Memorial
El Pasillo Memorial permite a los visitantes ver y experimentar de forma interactiva los acontecimientos del levantamiento democrático del 18 de mayo. La exposición incluye un registro histórico de la Insurrección , homenajes a las víctimas , una visita virtual de los monumentos importantes en el movimiento democrático , e instalaciones de presentaciones educativas.

## Seungmoru
Un espacio de exposición de dos pisos con instalaciones para la visualización de imágenes de vídeo de la sublevación de Gwangju.

## Cerro de la Democracia
Una colina plantada con "Árboles de la Democracia" que representan "la voluntad de todo el pueblo coreano para conmemorar el noble sacrificio" de los participantes de la sublevación.

## Puertas
Varias puertas conmemorativas están de pie en el suelo. En la entrada está la puerta de la Democracia,que contiene un libro de visitante. La puerta Acariciando la memoria de los fallecidos se encuentra aproximadamente a tres pisos de altura . La puerta de entrada a la historia contiene fotografías históricas y documentales.

## Arte
Numerosas estatuas honran a las víctimas del levantamiento y expresan esperanza para la paz y la justicia, incluida la estatua de bronce de la resistencia armada y la Estatua de un mundo pacífico y próspero. Una serie de esculturas en relieve titulado " Siete escenas de la historia " representa la historia de la resistencia a la opresión en Corea.